# Earl Ferrers

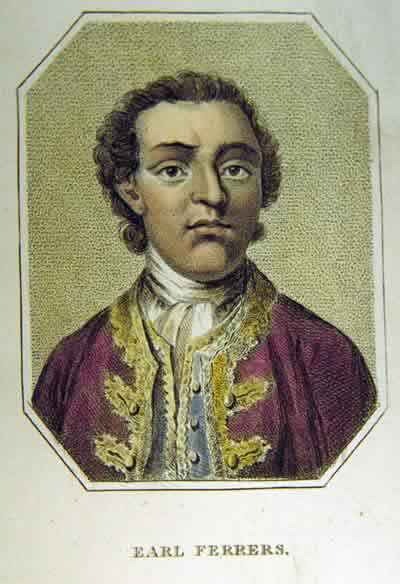
Laurence Shirley, 4. Earl Ferrers, Kupfergravur

Wappen der Earls Ferrers

Earl Ferrers ist ein erblicher britischer Adelstitel in der Peerage of Great Britain. Der Titel ist die rangerste, weil älteste Earlswürde dieser Peerage in der Protokollarischen Rangordnung.
Der Titel ist nach der anglonormannischen Adelsfamilie de Ferrers benannt, deren Mitglieder im 12. und 13. Jahrhundert den Titel Earl of Derby innehatten und von denen die heutige Linie der Earls Ferrers weitläufig abstammt.
Stammsitz der Familie war Ditchingham Hall bei Ditchingham im Süden Norfolks.

## Verleihung
Der Titel wurde am 3. September 1711 an Sir Robert Shirley, 7. Baronet, verliehen. Dieser war Master of the Horse und Lord Steward für Katharina von Braganza, die Ehefrau Karls II. Später war er Lord Lieutenant von Staffordshire.

## Nachgeordnete Titel
Nachgeordneter Titel des Earl Ferrers ist derjenige eines Viscount Tamworth, of Tamworth in the County of Stafford, der 1711 zusammen mit der Earlswürde in der Peerage of Great Britain verliehen wurde. Weiter führt der jeweilige Earl den Titel eines Baronet, of Staunton Harold in the County of Leicester, in der Baronetage of England, der 1611 an einen direkten Vorfahren des ersten Earls verliehen wurde.
Der älteste Sohn des jeweiligen Earls führt als dessen voraussichtlicher Titelerbe (Heir apparent) den Höflichkeitstitel Viscount Tamworth.

## Weitere Titel
Der erste Earl hatte 1677 bereits den Titel eines Baron Ferrers of Chartley erhalten, der seit dem Tode von Robert Devereux, 3. Earl of Essex, 12. Baron Ferrers of Chartley, geruht hatte. Dieser Titel konnte allerdings auch in der weiblichen Linie vererbt werden und ging daher bei seinem Tode an die Tochter seines vorverstorbenen ältesten Sohnes, während die anderen Titel allesamt an den ältesten überlebenden Sohn fielen.

## Liste der Earls Ferrers und Shirley Baronets

### Shirley Baronets, of Staunton Harold (1611)
- Sir George Shirley, 1. Baronet (1559–1622)
- Sir Henry Shirley, 2. Baronet (um 1588–1633)
- Sir Charles Shirley, 3. Baronet (1623–1646)
- Sir Robert Shirley, 4. Baronet († 1656)
- Sir Seymour Shirley, 5. Baronet (1647–1667)
- Sir Robert Shirley, 6. Baronet (1668–1669)
- Sir Robert Shirley, 7. Baronet (1650–1717) (1677 zum Baron Ferrers of Chartley und 1711 zum Earl Ferrers erhoben)

### Earls Ferrers (1711)
- Robert Shirley, 1. Earl Ferrers (1650–1717)
- Washington Shirley, 2. Earl Ferrers (1677–1729)
- Henry Shirley, 3. Earl Ferrers (1691–1745)
- Laurence Shirley, 4. Earl Ferrers (1720–1760)
- Washington Shirley, 5. Earl Ferrers (1722–1778)
- Robert Shirley, 6. Earl Ferrers (1723–1787)
- Robert Shirley, 7. Earl Ferrers (1756–1827)
- Washington Shirley, 8. Earl Ferrers (1760–1842)
- Washington Sewallis Shirley, 9. Earl Ferrers (1822–1859)
- Sewallis Edward Shirley, 10. Earl Ferrers (1847–1912)
- Walter Knight Shirley, 11. Earl Ferrers (1864–1937)
- Robert Walter Shirley, 12. Earl Ferrers (1894–1954)
- Robert Shirley, 13. Earl Ferrers (1929–2012)
- Robert Shirley, 14. Earl Ferrers (* 1952)

Titelerbe ist der älteste Sohn des jetzigen Earls, William Robert Charles Shirley, Viscount Tamworth (* 1984).